# Cappella Velluti

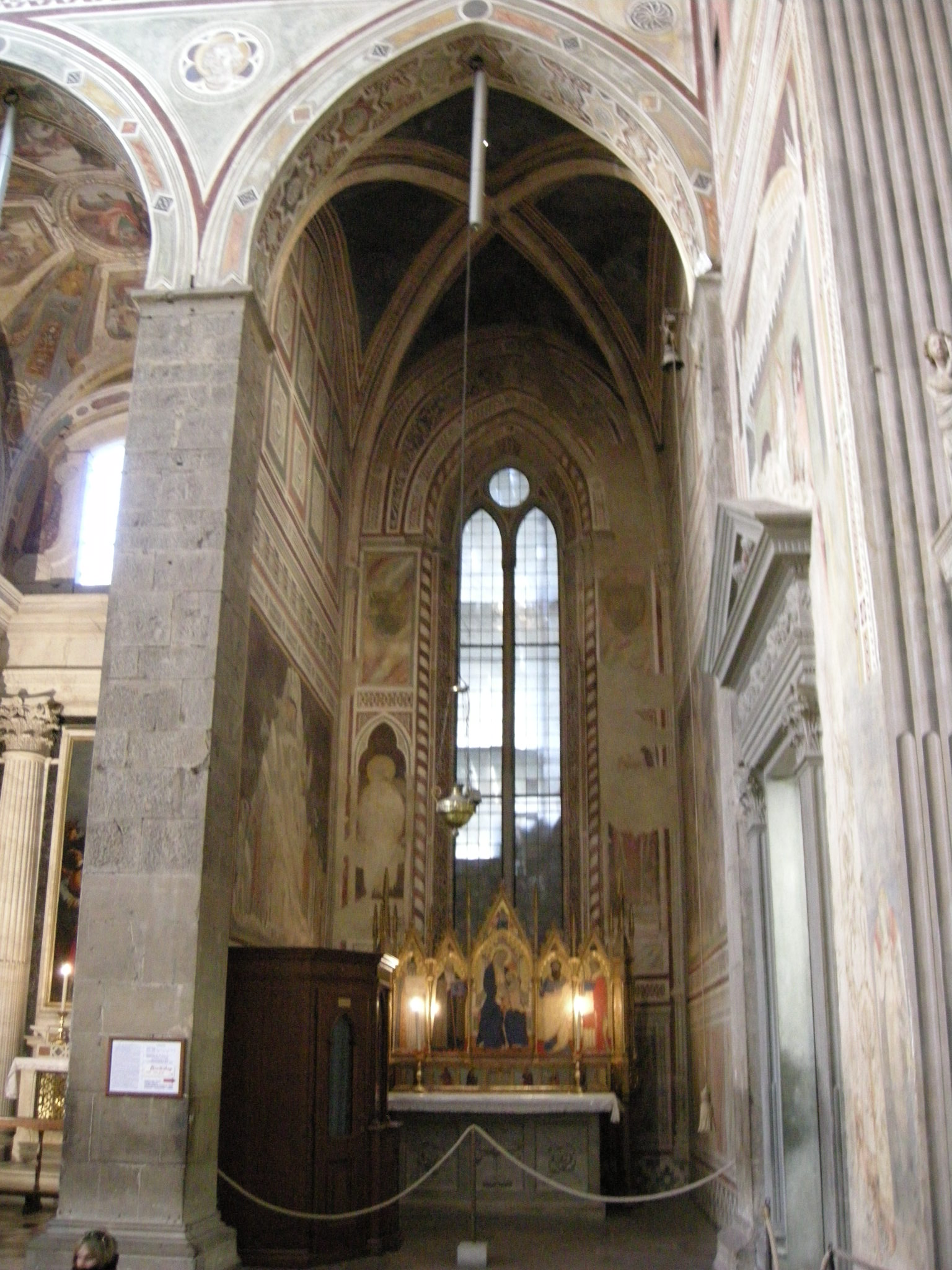
Cappella Velluti

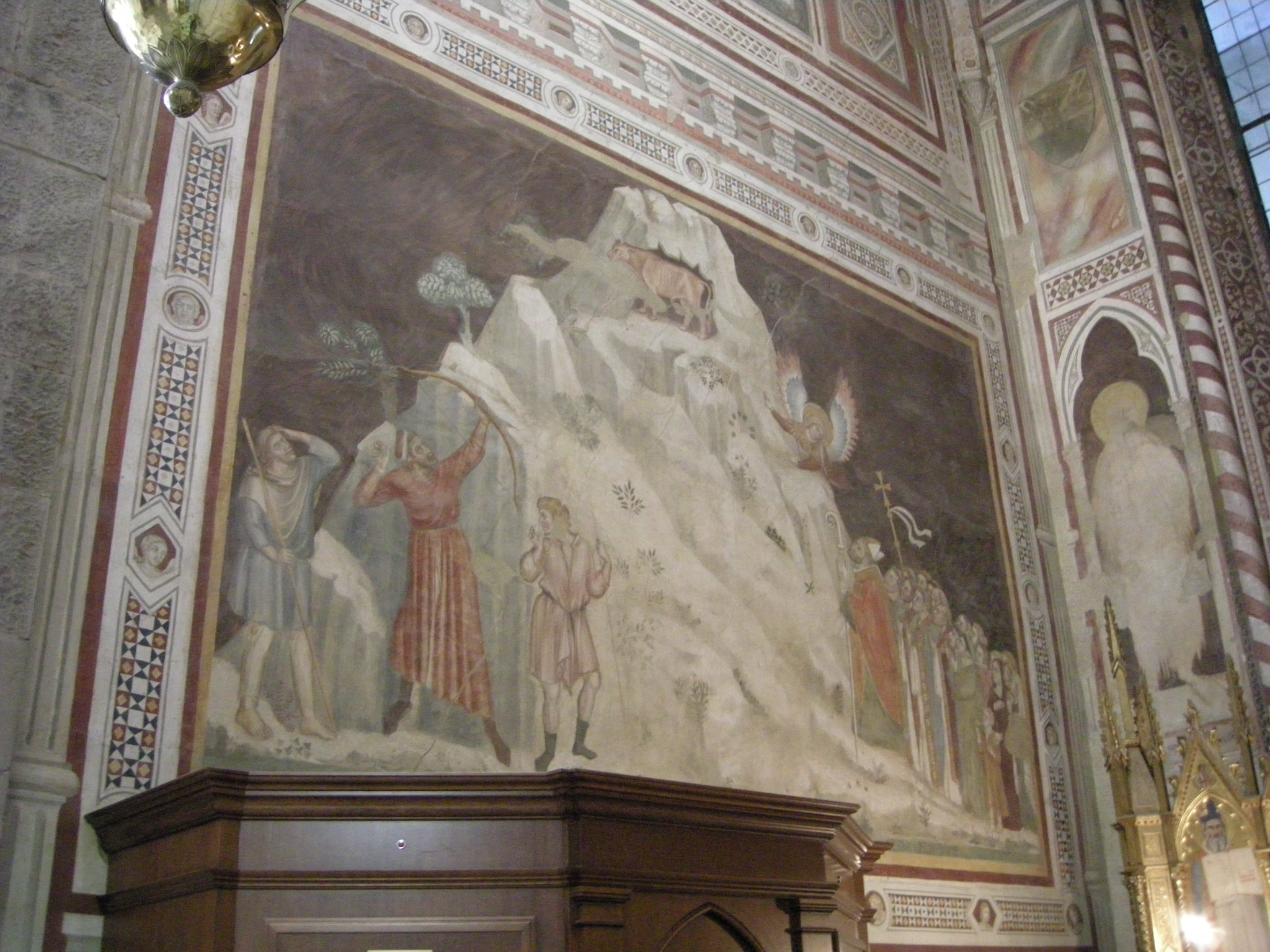
Apparizione di san Michele Arcangelo sul monte Gargano

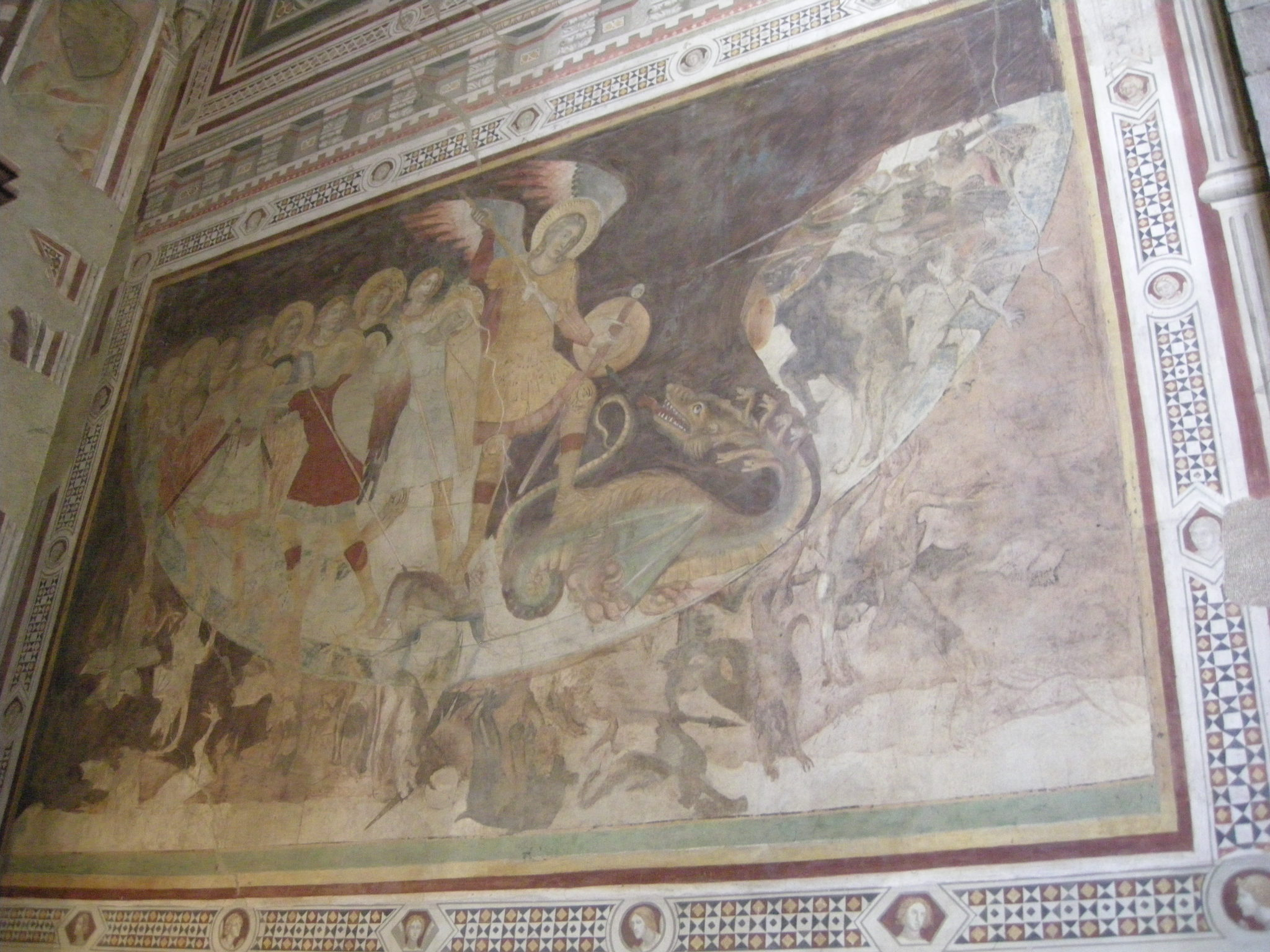
San Michele Arcangelo che combatte il drago

La cappella Velluti è l'ultima cappella a destra del coro nella basilica di Santa Croce a Firenze.

## Storia
La cappella apparteneva a Gemma, figlia di Scolaio de' Pucci e vedova di Filippo Velluti, la quale la dedicò a san Michele Arcangelo, ordinando il completamento dei lavori nel 1328. Ciò non esclude che gli affreschi che la decorano fossero all'epoca già esistenti, infatti una parte della critica li ha attribuiti ai primi decenni del Trecento.
Si parla infatti di un maestro della Cappella Velluti, prima considerato seguace di Cimabue, poi collaboratore anziano di Giotto. Casazza, riprendendo Marchini, infine ha fatto il nome di Jacopo del Casentino, autore dei cartoni delle vetrate originarie della cappella, oggi nella vicina Cappella Bardi. Era infatti comune nella tradizione pittorica italiana che il pittore degli affreschi curasse anche il disegno delle vetrate.
La cappella venne restaurata da Galileo Chini nel 1899.

## Descrizione e stile
La decorazione si dispiega nel registro mediano delle pareti laterali e ai lati della vetrata nella parete centrale. A sinistra si vede l'Apparizione di san Michele Arcangelo sul monte Gargano, a destra San Michele Arcangelo che combatte il drago. Sopra e sotto a queste scene principali si trovano partiture geometriche che imitano specchiature marmoree. Sulla parete centrale si vedono le figure dei santi Alessandro vescovo di Fiesole e Maria egiziaca sotto nicchie, sormontati dagli stemmi Velluti e Zati.
Il soffitto è azzurrino, con motivi geometrici e vegetali sui bordi e sui costoloni. Il polittico sull'altare è di Giovanni del Biondo con predella di Neri di Bicci.